# VC Olympia Kempfenhausen
Der Verein Volleyball Club Olympia Kempfenhausen war bis 2016 der Bundesstützpunkt für den Volleyball-Nachwuchs des Deutschen Volleyball-Verbands (DVV) im Bundesland Bayern. Der Verein hatte seinen Sitz in Kempfenhausen, einem Stadtteil von Berg am Starnberger See. Es gab eine Abteilung für männliche Volleyballer in der Halle und Beachvolleyball. Mannschaften nahmen mit Sonderspielrechten am Spielbetrieb der Erwachsenen teil, sodass Spieler der deutschen Nationalmannschaft der Junioren in der Männer-Bundesliga Erfahrungen sammeln konnten.
Das Volleyball-Internat Kempfenhausen brachte zahlreiche Bundesliga- und Nationalspieler wie u. a. Jan Umlauft, Thomas Ranner, Markus Pielmeier, Florian Malescha, Ferdinand Tille, Armin Dollinger, Moritz Brückner, Julius Höfer, Dominik Stork, Daniel Malescha, Clemens Wickler, Andreas Mühlbauer, Leonhard Tille, Michael Zierhut, David Sossenheimer, Maximilian Horn, André Meier, Moritz Karlitzek, Jonas, Benedikt Sagstetter und Maximilian Kersting hervor.
Nachfolgestützpunkt ist seit 2016 VC Olympia München.

## Konzept
Die jungen Spieler des DVV sollen auch außerhalb von Länderspielen und Trainingslagern die Möglichkeit haben, Spielpraxis auf hohem Niveau zu sammeln. Daher werden Stützpunkte auf Antrag als zusätzliche Mannschaften in den Bundesligen integriert. Zur direkten Vorbereitung z. B. auf die Junioren-Weltmeisterschaft startet der VC Olympia Kempfenhausen in der 2. Bundesliga der Männer und konzentriert die Nationalspieler in einer Mannschaft. Nach jeder Saison endet die Förderung für die Hallenvolleyball-Talente beim VC Olympia, nachfolgende Jahrgänge werden hochgezogen. Viele Spieler nutzen die Zeit in der Bundesliga, um sich interessierten Vereinen aus dem In- und Ausland zu präsentieren.

## Modus
Die Junioren spielen wie eine Vereinsmannschaft in der zweiten Bundesliga mit. Die Ergebnisse fließen genauso in die Wertung ein wie die der anderen Teams. Allerdings ist der VC Olympia nicht an den Pokal-Spielen beteiligt. Auch auf die Entscheidung im Abstiegskampf hat die Mannschaft keinen Einfluss.

## Mannschaft 2013/14
Die Mannschaft wurde vom langjährigen Cheftrainer Peter Meyndt und Co-Trainerin Gabi Buzas trainiert und gecoacht. Der Kader für die Saison 2013/14 bestand aus den folgenden fünfzehn Spielern.
| Nr. | Name               | Geburtsdatum       | Nation      | Größe  | Position                     |
| --- | ------------------ | ------------------ | ----------- | ------ | ---------------------------- |
| 2   | Moritz Karlitzek   | 12. August 1996    | Deutschland | 1,91 m | Außenangriff Annahme         |
| 4   | Benedikt Bauer     | 30. November 1995  | Deutschland | 1,98 m | Mittelblock                  |
| 5   | David Sossenheimer | 21. Juni 1996      | Deutschland | 1,93 m | Außenangriff Annahme         |
| 6   | Maximilian Horn    | 7. August 1996     | Deutschland | 1,90 m | Zuspiel                      |
| 7   | Leonhard Tille     | 17. März 1995      | Deutschland | 1,82 m | Außenangriff Annahme/ Libero |
| 8   | Andreas Mühlbauer  | 24. April 1995     | Deutschland | 1,85 m | Libero                       |
| 9   | Michael Zierhut    | 25. August 1995    | Deutschland | 1,97 m | Diagonal                     |
| 10  | André Meier        | 31. Oktober 1996   | Deutschland | 1,96 m | Mittelblock                  |
| 11  | Ilja Büschel       | 4. Februar 1997    | Deutschland | 1,93 m | Außenangriff Annahme         |
| 12  | Maximilian Ströbl  | 4. März 1997       | Deutschland | 1,90 m | Außenangriff Annahme         |
| 13  | Niklas Trogisch    | 17. Januar 1997    | Deutschland | 1,90 m | Zuspiel                      |
| 16  | Pablo Karnbaum     | 22. März 1996      | Deutschland | 1,92 m | Mittelblock                  |
|     | Clemens Wickler    | 28. April 1995     | Deutschland | 1,91 m | Universal                    |
|     | Simon Gürzing      | 29. September 1994 | Deutschland | 1,97 m | Mittelblock                  |
|     | Felix Kroha        | 1995               | Deutschland | 1,95 m | Mittelblock                  |

## Vergleichbare Vereinskonzepte
- Volleyball-Internat Frankfurt
- VC Olympia Berlin
- Volley YoungStars Friedrichshafen